# Szenedzsemib Inti
Szenedzsemib Inti ókori egyiptomi vezír és a kincstár elöljárója volt az V. dinasztia idején, Dzsedkaré Iszeszi uralkodása alatt.

## Családja
Feleségét Tjefinek hívták. Több gyermekük ismert:
- Szenedzsemib Mehi, a legidősebb fiú szintén vezírként szolgált, valószínűleg Unasz uralkodása alatt.
- Fetekti, akit három fiú közül a középsőként ábrázolnak szüleivel egy mocsári jelenetben, és talán azonos egy Kaherptah Feteki nevű személlyel, akit a gízai G 5560 sírba temettek, címei szerint bíró volt, Memphisz és Leontopolisz nomoszok elöljárója, Hufu piramisa wab-papjainak felügyelője, Iszeszi piramisa új településeinek elöljárója, az írnokok elöljárója, Felső-Egyiptom tízeinek nagyja, előkelő az ő helyén, a Holddal kapcsolatban álló írnokok elöljárója, Maat papja.
- Hnumenti talán a második fiú lehetett; Unasz alatt szolgált, később vezír lett.
- Nianhmin apja halotti kultuszának felolvasópapjaként szolgált, ábrázolják Szenedzsemib Inti sírjában.

## Sírja

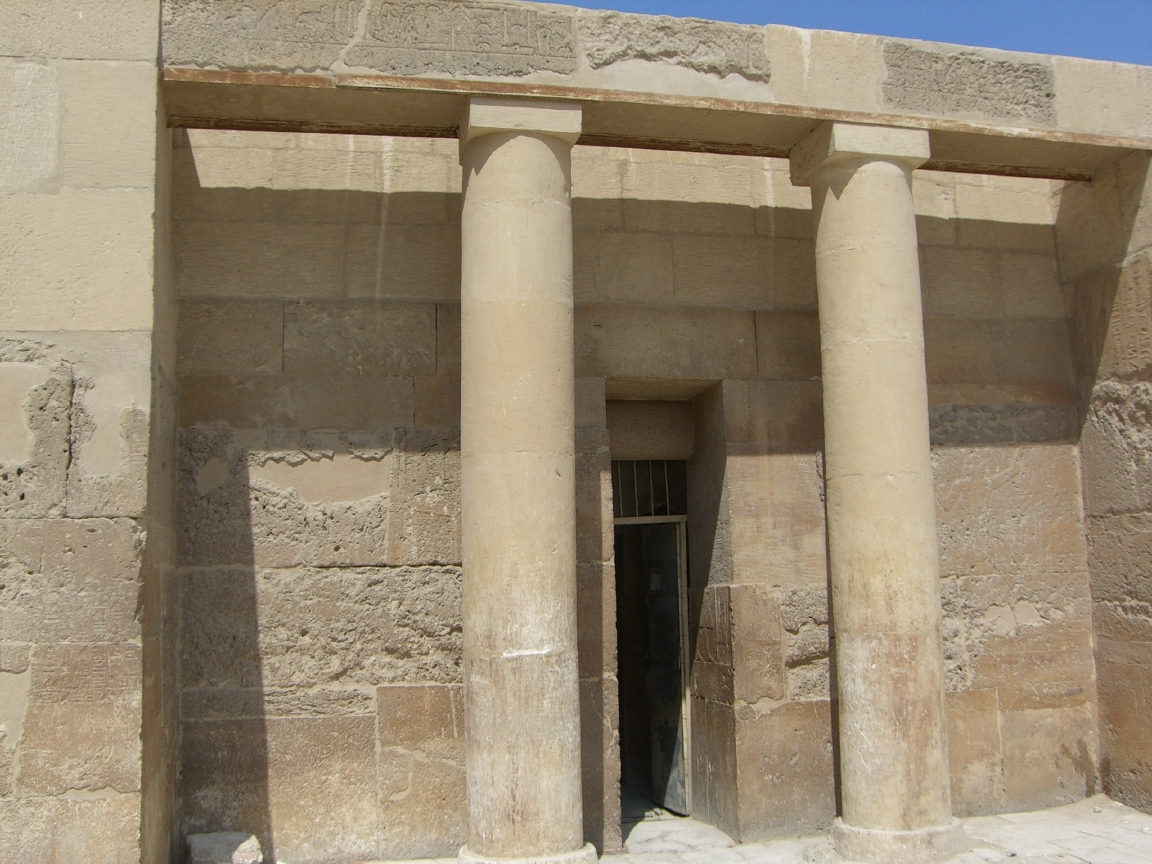
Szenedzsemib Inti sírja

Szenedzsemib Inti masztabasírja a gízai G 2370. A sír falaira Dzsedkaré Iszeszi Szenedzsemibnek címzett dekrétumait vésték. Ezekben a király dicsőíti a hivatalnokot, ami nagy büszkeségre adott okot Szenedzsemib családjának. Az egyik dekrétumot „a főbírónak, a király minden építkezései felügyelőjének, a királyi dokumentumok írnokai elöljárójának, Szenedzsemibnek” címezték. Ebben említik egy udvar vagy medence tervezését az Iszeszi szed-ünnepére emelt jubileumi palota területén belül. A palota neve „Iszeszi lótusza” lehetett, bár ez vitatott. A dekrétum kiadásának dátuma valószínűleg a 16. jószágszámlálás éve, a 3. évszak 4. hónapjának 28. napja. Egy másik, Szenedzsemib Mehinek címzett levélben egy „Iszeszi szent házassági kápolnája” nevű épület – talán egy Hathor-kápolna – feliratainak vázlatairól van szó.
Szenedzsemib Inti még Iszeszi uralkodása alatt meghalt. Sírjának feliratai beszámolnak arról, hogy fia, Szenedzsemib Mehi engedélyt kér és kap arra, hogy Turából hozasson neki szarkofágot. Később ő maga is vezír lett.

## Fordítás
- Ez a szócikk részben vagy egészben  a   Senedjemib Inti című angol Wikipédia-szócikk ezen változatának fordításán alapul.  Az eredeti cikk szerkesztőit annak laptörténete sorolja fel. Ez a jelzés csupán a megfogalmazás eredetét és a szerzői jogokat jelzi, nem szolgál a cikkben szereplő információk forrásmegjelöléseként.